# Vasuki
Vāsuki là một vị vua rắn trong tôn giáo Ấn giáo và Phật giáo, và được mô tả là có một viên đá quý tên là Nagamani trên đầu. Manasa, một naga khác, là em gái của Vasuki. Vāsuki là con rắn của thần Shiva. Vua rắn này được biết đến ở Trung Quốc và thần thoại Nhật Bản như là một trong "tám Vua rồng" (八大龍王 Hán-Việt: Bát Đại Long Vương; bính âm: Bada Longwang; Nhật Bản: Hachidai Ryūō), giữa Nanda (Nāgarāja), Đại Đức Upananda, Sagara (Shakara), Takshaka, Balavan, Anavatapta và Utpala.

## Truyền thuyết
Vāsuki nổi tiếng khi cuộn quanh cổ Shiva, người đã ban phước và coi Vasuki như một vật trang trí.
Vāsuki đã tham gia vào sự kiện Samudra madanam bằng cách cho phép cả chư thiên và các thiên thần trói buộc nó với Núi Mandara, để họ có thể sử dụng nó như một sợi dây thừng để lấy amṛutam từ đại dương sữa. Vasuki cũng được đề cập đến trong kinh điển Ấn Độ giáo khác, như Ramayana và Mahabharata.
Trong thần thoại Phật giáo, Vāsuki và các vị vua Nāga khác xuất hiện trong khán giả cho nhiều bài giảng của Phật Gautama. Nhiệm vụ của các vị vua Nāga bao gồm lãnh đạo các nāgas trong việc bảo vệ và tôn thờ Đức Phật, cũng như bảo vệ những chúng sinh giác ngộ khác.
Linh mục Naga của Vāsuki là Tatig Naga. Nagamani

## Hậu duệ
Vāsuka / Vāsuca (hay Vāsuki) là tên của một gia tộc Nair và pedireddla ở gần Mannaraala ở Kerala và cũng là quận Visakha ở Andhra Pradesh. Họ cho rằng tổ tiên của họ là những con rắn Nāga đã bị phá hủy khi Rừng Khandava (Delhi ngày nay) bị đốt cháy và bị phá hủy bởi Krishna và Pandavas để mở đường cho thủ đô Indraprastha của họ.